# Hipótese de Duesberg
Hipótese de Duesberg é a alegação, por parte do professor Peter Duesberg da Universidade da Califórnia, de que a causa da síndrome da imunodeficiência adquirida (SIDA/AIDS) são vários fatores não infeciosos, como o uso de drogas recreativas e uso de fármacos, e de que o vírus da imunodeficiência humana (VIH/HIV) é apenas um vírus passageiro. Os apoiantes mais proeminentes desta hipótse são o próprio Duesberg, o bioquímico e proponente de vitamínicos David Rasnick e a jornalista Celia Farber. A comunidade científica rejeita os argumentos de Duesberg e afirma que eles são resultado de evidência suprimida de dados científicos, na sua maioria obsoletos, e da exclusão seletiva de provas sobre o papel do HIV na AIDS. O consenso científico é de que a hipótese de Duesberg é incorreta e de que o HIV é a causa da AIDS.

## Proponentes da hipótese Duesberg
Os mais destacados defensores desta teoria são o virologista Peter Duesberg e o bioquímico David Rasnick. Em apoio a esta hipótese, Duesberg aponta a correlação estatística entre o decréscimo no uso de drogas recreativas e a diminuição nos casos notificados de AIDS. Da mesma forma, o rápido aumento da AIDS na década de '80 corresponde a uma epidemia de uso de drogas recreativas nos EUA e Europa. Além disso, Duesberg assevera que o tratamento da AIDS com drogas como AZT demonstrou ser mais fatal que o uso de drogas recreativas tais como heroína e cocaína. O AZT também é problemático por induzir aborto, causar defeitos congênitos, e causar câncer em animais nascidos de mães tratadas com AZT. Devido a problemas com o tratamento por AZT, muitos pacientes de AIDS passaram a ser tratados com um coquetel de drogas inibidoras de protease e inibidoras de transcriptase. No entanto, estes coquetéis de drogas falham em 53% dos casos relatados.[carece de fontes?]
Duesberg explica a predominância da AIDS entre homossexuais nos países do ocidente tais como os EUA pelo fato do uso de drogas recreativas ser predominante entre os homens homossexuais nestes países. Como foi relatado na literatura médica, homens homossexuais nestes países usam grande número de estimulantes sexuais, incluindo "poppers" (inalantes com nitrato), anfetaminas, cloro-etil, cocaína e heroína. Sabe-se que várias destas drogas inibem o funcionamento do sistema imunológico do organismo.[carece de fontes?]
Duesberg aponta também para o fato de que um número significativo de vítimas da AIDS morrem sem qualquer traço de infecção pelo HIV, e que casos relatados na África, onde não se faz qualquer teste para HIV, não se limitam aos grupos de risco tais como viciados em drogas e homens homossexuais. Segundo ele esses casos de AIDS são explicados mais facilmente por subnutrição, infecção parasitaria e condições precárias de saneamento.[carece de fontes?]
O desafio mais radical de Duesberg à hipótese HIV/AIDS é sua proposta de se auto-infectar com o HIV. No entanto, Duesberg não pode fazer isso sem a aprovação do Instituto Nacional de Saúde dos EUA e da universidade onde ele trabalha. Além do mais, já existe quase um milhão de pessoas VIH-positivas nos EUA sem qualquer sintoma de AIDS, bem como outros 34 milhões de pessoas saudáveis no mundo que são VIH-positivas.[carece de fontes?]
Em entrevista à revista brasileira Superinteressante no ano 2000, Duesberg afirmou que:
O HIV não se encaixa nos critérios estabelecidos. Nenhum outro vírus tem o comportamento que se atribui a ele. Enquanto todos os vírus conhecidos causam doença em alguns dias ou semanas após a infecção, o HIV demoraria até dez anos para provocar efeito. É um paradoxo sem explicação. Na verdade, essa demora no aparecimento do mal é característica das doenças associadas às drogas. O cancro de pulmão surge de dez a 20 anos depois que se começa a fumar, e a cirrose, 20 anos depois de começar a beber".— Peter Duesberg

## Resposta científica à hipótese
O consenso na comunidade científica é que a hipótese de Duesberg é refutada por uma grande e crescente massa de evidências que mostram que o HIV causa a AIDS, que a quantidade de vírus no sangue está correlacionada com a progressão da doença, que um mecanismo plausível para a ação do HIV tem sido proposto e que medicação anti-HIV diminui a mortalidade e infecções oportunistas em pessoas com AIDS.
Na edição de 9 de dezembro de 1994 da Science (Vol. 266, No. 5191), os métodos e reivindicações de Duesberg foram avaliados em um grupo de artigos. Os autores concluíram que
- É evidente que o HIV causa doença e morte em hemofílicos, um grupo geralmente esquecido nos fatores de risco propostos por Duesberg.[4][8]
- O HIV cumpre os Postulados de Koch, que são um conjunto de critérios para demonstrar uma relação causal entre um micróbio e uma doença.[9][10] (Subsequentemente, dados adicionais demonstram novamente o cumprimento dos postulados de Koch.[11][12])
- A epidemia de Aids na Tailândia, citada por Duesberg como confirmação de sua hipótese, é na verdade uma prova do papel do HIV na AIDS.[13]
- Pesquisadores que realizaram estudos de larga escala com AZT, concluíram que a droga não causa a AIDS. Além disso, os pesquisadores reconheceram que drogas recreativas causam anormalidades imunológicas, embora não do tipo da imunodeficiência vista na AIDS.[14]

Duesberg também afirma, como apoio à sua ideia, que muitas pessoas HIV-positivas que não tomam medicamentos anti-HIV ainda não desenvolveram a AIDS; os cientistas dizem, no entanto, que é muito provável que quase todas as pessoas HIV-positivas vão desenvolver AIDS em algum momento da vida, exceto aquelas com fatores genéticos raros que podem retardar a progressão da doença. Cientistas também observam que os usuários de drogas que são HIV-negativos não sofrem de colapso do sistema imunológico como as pessoas com AIDS sofrem.

### Eficácia da medicação antirretroviral
A vasta maioria das pessoas com AIDS nunca recebeu remédios anti-retrovirais, incluindo aqueles em países desenvolvidos, antes do licenciamento de AZT (zidovudina) em 1987, e pessoas em países em desenvolvimento têm pouco acesso a esses medicamentos.
O Instituto Nacional de Alergia e Doenças Infecciosas relata que "em meados da década de 1980, ensaios clínicos com pacientes com AIDS descobriram que o AZT dado como terapia única conferia uma vantagem de sobrevivência modesta em comparação com o placebo. Entre os pacientes infectados pelo HIV que ainda não tinham AIDS, ensaios controlados demonstraram que o AZT administrado como terapia com um único fármaco atrasou, durante um ano ou dois, o aparecimento de doenças relacionadas com a AIDS. Significativamente, o seguimento a longo prazo destes ensaios não mostrou um benefício prolongado de AZT, mas também não indicou que o fármaco aumentou a progressão da doença ou sua mortalidade. A ausência de casos de AIDS e de mortes por AZT nestes ensaios controlados com placebo contesta o argumento de que o AZT causa a AIDS. Estudos clínicos posteriores constataram que os pacientes que receberam dois fármacos combinados tiveram até 50% de melhora no tempo de progressão da AIDS e na sobrevivência quando comparado com as pessoas que receberam a terapia de fármaco único. Nos últimos anos, as terapias de combinação de três fármacos produziram outra melhoria de 50% a 80% na progressão da AIDS e na sobrevivência dos infectados quando comparado com regimes de dois fármacos em ensaios clínicos". "O uso de potentes terapias anti-HIV contribuiu para reduções dramáticas na incidência de mortes relacionadas com AIDS em populações onde esses medicamentos estão amplamente disponíveis, Efeito que claramente não seria visto se os antirretrovirais causassem a AIDS".